# Strah u planini
Veliki strah u planini (fra. La Grande peur dans la montagne) je roman švicarskog autora Charlesa Ferdinanda Ramuza, objavljen 1926. u izdavačkoj kući Ėditions Grasset u Parizu. To je jedan od njegovih najpoznatijih romana koji „ produžuje ciklus nesreće i tragedije, u isto ga vrijeme stvara i proširuje, bez igre riječi, do vrhunca kada kulminira fantastično. Romani koji će uslijediti ... će iscrpiti izvor demonskih vračanja planine te njenih lukavština, tajni i pretkazanja.“

## Fabula
U jednom švicarskom selu, mještani se zbog nedostatka novca odluče popeti na Sasseneire, pašnjak visoko u planinama koji nije obrađivan godinama zbog davnih događaja koji još uvijek plaše starije stanovništvo. Dvadeset godina prije samog trenutka u kojem fabula započinje, na vrhu planine se odvio strašan događaj, tajanstvena nesreća o kojoj se ne zna mnogo osim da je bilo mrtvih. Iako se starije stanovništvo s Munierom (jedan od članova zajednice) na čelu opiralo, predsjednik Vijeća, Maurice Prâlon uvjerava mlade da se radi samo o staroj priči te većina glasa za uspon na planinu. I tako grupa od sedam muškaraca odlazi na pašnjak:
„ Troje ih je dakle išlo sa stadom ..., bili su to najčešće Joseph, Romain i dječak (Ernest). Učitelj i njegov nećak su ostajali u kolibi kako bi obavljali kućanske poslove ...ostajali su Barthélemy i Clou koji su bili zaokupljeni poslovima u okolici kolibe.“ 
Barthélemy, najstariji član grupe, prepričava događaje od prije dvadeset godina, u kojima je i sam sudjelovao. I nakon što je ispričao sve nesreće i smrti koje su se dogodile, kojima se ne zna točan uzrok, događaji se još jednom počinju odvijati;
„najprije bolest napada životinje, kao i dvadeset godina prije, Romain gubi svoju mazgu na čudan način, dječak Ernest koji podliježe hladnoći i strahu, Victorine koja umire u pokušaju uspinjanja kako bi pronašla Josepha...» Bolest koja napada stoku je tajanstvena, što još više plaši seljake. Pripovjedač najavljuje sve nesreće koje će se dogoditi: « jer nesreća nikad ne dolazi ako ni druga neće uslijediti ; nesreće se žene međusobno, stvaraju djecu, kao u Knjizi.»
Ne čudi što ledenjak na vrhu planine puca i zatrpava cijelu dolinu, čime priča završava, „ jer planina ima svoje ideje, ona ima svoju volju.“

## Planina kod Ramuza
Kronotop Švicarskog krajolika je najčešći u Ramuzovim djelima. Tako je i u Velikom strahu planina jako bitna, što je vidljivo već i u naslovu. François Walter objašnjava; " Druga sklonost literature se sastoji u integriranju krajolika, koji postaje sastavni dio pripovijedanja. Također, kod autora kao što su na primjer Gottfried Keller, priroda i krajolik utječu na ponašanje likova. Opisi sudjeluju u psihološkom sazrijevanju protagonista. Ramuz je napisao; " Onakvi smo kakvi jesmo, onakvi smo kakvim nas je zemlja učinila""

## Stilska i tematska obilježja
Jacques Chessex pokazuje kako Veliki strah „ulazi u široku i plodnu tradiciju djela koja postavlja strah kao glavni izvor priče.“ Dakle, Ramuzov roman se nalazi uz bok priča Charlesa Roberta Maturina, Edgara Allana Poea i Guya de Maupassanta. Planina je za Veliki strah ono što su groblja, grobovi, more i pustinje za ostale priče;
„ kao i u Ramuzovoj planini, tu su potrebni samoća i osjećaj;sigurnost da Drugi nadgleda i prijeti subjektu koji je upao u zamku. I baš u toj ideji zamke leži strah. Ovdje planina zatvara krivce kao u zatvoru, tim više podmukla i neizbježna što su njene granice slabo označene i kaotične.“
Dimenzija fantastičnog je očita, ali „jedno drugo očito čitanje romana je ono koje upućuje na proučavanje načina na koji se priča bez prestanka poigrava fantastičnim, a da nikad ne zalazi u njega u potpunosti, osim na kraju, kada Joseph, izgubivši glavu, zapuca- ili barem misli da puca- na Cloua. » Fantastično ulazi u roman jer on obiluje religijskim motivima, povezanim s misterijem i transcendencijom. Tako se ovaj roman može čitati i kao alegorija;
« cijela ova pustolovina u planini se može čitati kao promišljanje poznate biblijske epizode iz Knjige Izlaska( poglavlje 7 do 12)koja se naziva i Deset egipatskih zala. »
Suvremenost ovog dijela je ponajviše vidljiva u glasu pripovjedača, to jest, glasovima pripovjedača. Gledište nije uvijek isto, ali je najinteresantnija uporaba zamjenice « mi » (fr. on), koja nije ni neutralna ni objektivna, već je to glas jednog cijelog dijela sela.
« Možda čak i nije bilo teško razumjeti, ali nismo htjeli izgledati kao da razumijemo ; možda smo čak i razumjeli, ali smo se ponašali kao da ne razumijemo. » To je objašnjeno tim što u romanu nema individualnih likova, već je protagonist cijela zajednica.
Kao i u svim svojim djelima, i u Velikom strahu se Ramuz odlučuje za neknjiževni francuski jezik. " Postoji jezik naroda, često ismijavan, kojeg koriste priprosti likovi i koji je u opreci s njegovanim jezikom pisca. Međutim, drugi pisci usklađuju svoj jezik s neknjiževnim govorom svojih likova; trude se zazvati dušu naroda. Derborence C. F. Ramuza je u tom smislu bez sumnje uspjelo djelo. "
Jednostavnost jezika, ponavljanja i detaljni opisi moćnog krajolika nisu slučajni ; djelo završava eksplicitnom poukom « teško i svečano upozorenje koje odzvanja u nama još jednom, kao Riječ iz dubina svetih godina. »

## Filmske adaptacije
Dva televizijska filma su snimljena prema romanu ; La Grande Peur dans la montagne Pierrea Cardinala iz 1966. te istoimeni film iz 2006. Claudia Tonettia.